# Exai
Exai é o décimo primeiro álbum da dupla de música eletrônica Autechre, lançado na Warp Records.O álbum foi lançado na forma digital em 7 de Fevereiro de 2013, com CD duplo e vinil quádruplo, lançados em 5 de Março. Semelhante aos outros álbuns, Exai apresenta a capa do álbum de The Designers Republic.

## Lista de faixas
| N.º            | Título           | Duração |  |
| 1.             | "FLeure"         | 4:51    |  |
| 2.             | "irlite (get 0)" | 10:01   |  |
| 3.             | "prac-f"         | 4:20    |  |
| 4.             | "jatevee C"      | 4:14    |  |
| 5.             | "T ess xi"       | 6:43    |  |
| 6.             | "vekoS"          | 6:42    |  |
| 7.             | "Flep"           | 6:43    |  |
| 8.             | "tuinorizn"      | 3:40    |  |
| 9.             | "bladelores"     | 12:20   |  |
| 10.            | "1 1 is"         | 7:18    |  |
| 11.            | "nodezsh"        | 8:40    |  |
| 12.            | "runrepik"       | 4:35    |  |
| 13.            | "spl9"           | 7:06    |  |
| 14.            | "cloudline"      | 10:13   |  |
| 15.            | "deco Loc"       | 5:27    |  |
| 16.            | "recks on"       | 9:22    |  |
| 17.            | "YJY UX"         | 8:24    |  |
| 18.            | "18 (keyosc)"    | 8:57    |  |
| Duração total: | Duração total:   | 1:29:29 |  |

## Histórico de lançamentos
| País/Região | Data                 | Gravadora    | Formato | Número no catálogo |
| ----------- | -------------------- | ------------ | ------- | ------------------ |
| Japão       | 27 de Fevereiro 2013 | Beat Records | 2×CD    | BRC-365LTD         |
| Europa      | 5 de Março 2013      | Warp Records | 2×CD    | WARPCD234          |